# Roseanna Vitro
Roseanna Elizabeth Vitro (Hot Springs, 28 febbraio 1951) è una cantante e insegnante statunitense.

## Biografia
Nel corso della sua carriera Roseanna Vitro ha pubblicato più di dieci album jazz nell'arco di più di tre decenni. Ha registrato con artisti quali  Kenny Barron, Christian McBride, Elvin Jones, Gary Bartz, Kevin Mahogany, e David Newman. Nel 2012 il disco The Music of Randy Newman le ha fruttato la sua prima candidatura ai Grammy Awards nella categoria dedicata agli album jazz.

## Discografia

### Album in studio
- 1982 – Listen Here
- 1987 – A Quiet Place
- 1991 – Reaching for the Moon
- 1993 – Softly
- 1996 – Passion Dance
- 1997 – Catchin' Some Rays: The Music of Ray Charles
- 1999 – The Time of My Life: Roseanna Vitro Sings the Songs of Steve Allen
- 2001 – Conviction: Thoughts of Bill Evans
- 2004 – Tropical Postcards
- 2011 – The Music of Randy Newman
- 2014 – Clarity: Music of Clare Fischer
- 2018 – Tell Me the Truth

### Album dal vivo
- 2006 – Live at the Kennedy Center
- 2008 – The Delirium Blues Project: Serve or Suffer (con Kenny Werner)